# Seseli intricatum
Seseli intricatum es una especie botánica de la familia de las umbelíferas.

## Descripción
Planta perenne, de tallos erectos y ramificados desde la base, intrincados, alcanzando en algunos casos hasta un metro, aunque lo normal son 50-60 cm. Las hojas basales están pecioladas, pinnatisectas y glabras, en el caso de las superiores muy reducidas, alternas y envainadoras. Inflorescencia es una umbela compuesta, con 3-5 radios primarios y 4-8 en las umbélulas. Flores actinomorfas, pequeñas, hermafroditas, con 5 pétalos (pentámera) blancos (de 1’5 mm) y 5 estambres, el color de las anteras amarillento. Estilos más largos que el estilopodio. Fruto tipo diesquizocarpo, de unos 3 mm, oblongo, glabro, con cinco costillas poco prominentes en cada mericarpo.

## Nombre común
Seseli

## Hábitat
Laderas pedregosas, bordes de caminos forestales y roquedos calizos, entre 1500-2100 m de altitud en la Sierra de Gádor, Almería.

## Observaciones
Aparece en el Libro rojo de la flora amenazada de España, en la Lista Roja de la Flora Vascular Española y en la Lista roja de la flora vascular de Andalucía, calificada como "En peligro". Sería necesario establecer serias medidas de protección. Se estima su población en unos 5000 individuos.

## Taxonomía
Seseli intricatum fue descrita por Pierre Edmond Boissier y publicado en Elench. Pl. Nov. 48. 1838
Citología
Número de cromosomas de Seseli intricatum (Fam. Umbelliferae) y táxones infraespecíficos: 2n=22